# La Canaria
La Canaria es una localidad de la provincia de Matanzas, en Cuba, situada al sur de Manguito. 
Vive principalmente del cultivo de cítricos.